# 比耶勒
比耶勒（法語：Biesles，法語發音：[bjɛl]）是法国上马恩省的一个市镇，属于肖蒙区。

## 地理
比耶勒（48°5'8"N, 5°17'46"E）面积23.84 平方千米，位于法国大東部大區上马恩省，该省份为法国东北部内陆省份，北起马恩省和默兹省，西接奥布省，西南接科多尔省，东南接上索恩省，东临孚日省。
与比耶勒接壤的市镇（或旧市镇、城区）包括：罗尼翁河畔朗克、拉维尔欧布瓦、芒德尔拉科特、马雷耶、普朗日、萨尔塞、特雷、阿日维尔、罗尼翁河畔布尔东、肖蒙。

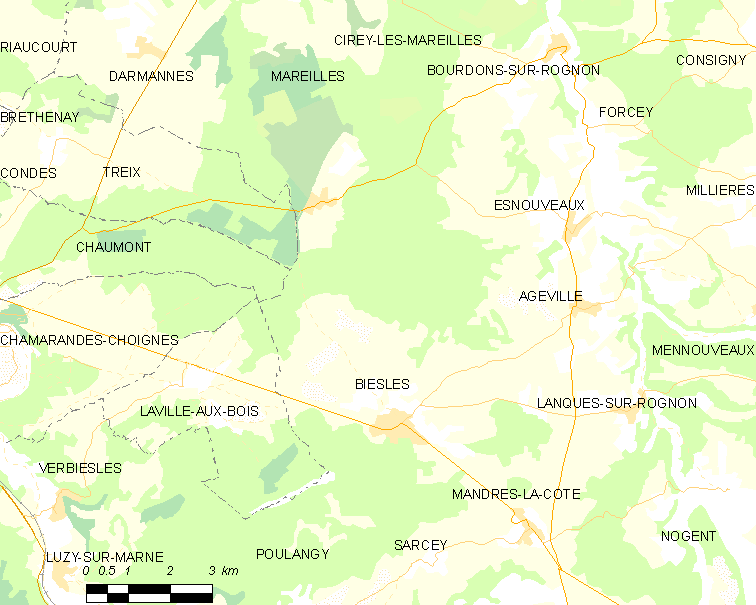
比耶勒的OSM定位图

比耶勒的时区为UTC+01:00、UTC+02:00（夏令时）。

## 行政
比耶勒的邮政编码为52340，INSEE市镇编码为52050。

## 政治
比耶勒所属的省级选区为诺让县。

## 人口

1962-2008年间比耶勒人口变化图示

比耶勒于2022年1月1日时的人口数量为1334人。